# Старчевод Юрій Анатолійович
Юрій Анатолійович Старчевод (народився в смт. Оржиця Полтавської області) — український виконавець, автор текстів та музики до пісень власних музичних проєктів та пісень інших гуртів і виконавців, автор музичних проєктів «Карась» та «Юрій Старчевод», альбомів «Друг Людини» (2011) та «Відчуття» (2013, 2015), волонтер ГО "Творча сотня «Рух до перемоги».

## Життєпис
Дитинство пройшло у селі Нетеребка Корсунь-Шевченківського району Черкаської області та місті Корсунь-Шевченківський. Навчався у Нетеребській загальноосвітній школі І-ІІІ ступенів, Корсунь-Шевченківському ліцеї.
Вищу освіту здобув у Білоцерківському національному аграрному університеті (агрономія) та Черкаському державному технологічному університеті (фінанси).
Зараз мешкає у місті Києві.

## Творчість
У творах пропагуються позитивний світогляд, віра у краще і справжнє, віра в кохання, важливість сім'ї та дружби у житті кожної людини, любов до рідної землі та любов до життя в цілому.
До громадянської тематики Юрій Старчевод вперше звернувся ще 2008 року, написавши вірш «Непотрібна війна» про напад Росії на Грузію.
Проєкт «Карась» був створений влітку 2011 року. У рамках проєкту видано альбом «Друг Людини», до якого увійшли 12 реп-треків, також записано декілька пісень поза альбомами. Найпопулярнішими серед прихильників проєкту стали пісні «Ти Найкраща», «Не Для Тебе Квіточка Росла», «Нове Життя» та спільна робота з бандуристом Ярославом Джусем «Моя Мова», яку було записано на підтримку української мови після прийняття так званого «мовного закону» влітку 2012 року.
Проєкт «Юрій Старчевод» створив влітку 2013, стиль наближений до попроку, проте, також використовуються і елементи інших музичних напрямків. В кінці 2013 випустив музичний альбом «Відчуття».
У листопаді 2014 упорядкував музичну збірку, звуковий диск «Світло моєї душі», випущений мистецьким порталом «Жінка-УКРАЇНКА». Юрій Старчевод також є автором дизайну цього диску.
З початком драматичних подій у Криму та на сході України в ефірі радіостанцій та у мережі Інтернет було презентовано пісні на підтримку українських солдатів «Україна єдина», записана у співпраці з Артуром Пісковським, лідером гурту «Територія Світла», учасником програми «Х-фактор» та «Ти найкращий», записана спільно з Дариною Степанюк, учасницею проєкту «Голос країни», яка вразила суддів та глядачів чуттєвим виконанням пісні «Пливе кача».
Військова тематика найбільш проникливо розкривається у пісні-надії Юрія Старчевода «Дорога додому», ключовими словами якої є «Хай війни не знає Україна моя!».
У жовтні 2020 року на YouTube-каналі автора та виконавця було оприлюднено відео на пісню «Тримай Україну», написану в результаті поїздок до зони АТО (ООС) у складі Творчої сотні «Рух до перемоги». Для створення відео було використано світлини фотографа Петра Радушинського, зроблені під час цих поїздок.
Особливе місце у творчості займають пісні, присвячені важливості сім'ї у житті кожної людини. Так у 2014 році в ефірі радіостанцій та у мережі Інтернет було презентовано пісню «Маленьке Чудо» , а влітку 2015 року — пісню «Моє Сонечко» на слова Віталія Міхалевського.
На основі творів Тараса Шевченка «Тече вода з-під явора» та «Сон» влітку 2015 року було створено пісню «Тече вода».
У січні 2016 року було представлено прем'єру відео на пісню «Чудесний Дивний Сад», режисер — Андрій Мухін, соло-гітара — Діма Гончаренко.
У жовтні 2018 року у дуеті зі співачкою IWANNA (Іванна Попович) записали пісню «Подих Осені». 
У грудні 2020 року отримав спеціальну відзнаку Міжнародного літературного конкурсу романів, п'єс, кіносценаріїв, пісенної лірики та творів для дітей "Коронація слова" у номінації "Пісенна лірика" за пісню «Красиві люди у вишиванках».  Студійну версію пісні було записано за участі вихованців Зразкової вокальної студії "Візерунок" Центру творчості "Дивосвіт" (м. Вишгород). Пісню на музичних цифрових платформах та лірик-відео на неї оприлюднено у листопаді 2021 року. 
Пісні Юрія є в репертуарі інших виконавців. Так, наприклад, пісню «Я – жінка», створену на слова Тетяни Череп-Пероганич, виконує народна артистка України Світлана Мирвода.
Вірші Юрія Старчевода опубліковані у виданнях:
- «Берегиня. Літературний альманах» — Хмельницький, Видавець ФО-П Стасюк Л. С., 2014. — 216с. (ISBN 978-617-7184-37-8),
- «Сила почуттів. Літературний альманах» — Хмельницький, Видавець ФО-П Стасюк Л. С., 2015. — 200с. (ISBN 978-617-7184-79-8),
- «Воїнам Світла» від поетичної сотні України — Мукачеве, Закарпаття, волонтерське видавництво «Серце патріота», Благодійний фонд «ВІТА ДОЛЬЧЕ», 2015. — 256 с.
- Збірка віршів «Оберіг для бійця»[19]
- «Дух землі. Літературний альманах» (24-й річниці незалежності України присвячується) — Хмельницький, Видавець ФО-П Стасюк Л. С., 2015. — 200с. (ISBN 978-617-7299-18-8).
- «Літературний часопис Барви. Поетична збірка» — Хмельницький, Видавець ФО-П Стасюк Л. С., 2016. — 104с. (ISBN 978-617-7299-67-6).

У 2015 році Юрій Старчевод випустив 2-й реліз альбому «Відчуття» з чотирма новими треками.

## Альбом «Відчуття»

Обкладинка альбому

Музичний альбом «Відчуття» вийшов у кінці 2013 в рамках проєкту «Юрій Старчевод». До альбому увійшло 10 композицій, в яких автором слів, музики та виконавцем є Юрій Старчевод. Одну з пісень альбому створено на основі вірша українського поета-шістдесятника Василя Симоненка «Суперники».
У 2015 році альбом було перевидано. До першого релізу перевидання увійшли десять пісень альбому та чотири бонусних треки, а згодом світ побачив другий реліз перевидання із шістьма бонусними треками, які було презентовано у мережі Інтернет та на хвилях радіостанцій протягом 2014-2015рр. Запис здійснено на студії Family Records (м. Київ), звукорежисер — Костянтин Шадов. Фото — Руслан Трач, Тетяна Яценко. Інформаційний партнер — Мистецький портал «Жінка-УКРАЇНКА».
Трек-лист альбому «Відчуття» (другий реліз перевидання 2015 року). 
Нові треки:
1. Юрій Старчевод — Тече вода (сл. Т.Шевченко, муз. Ю. Старчевод)
2. Юрій Старчевод — Моє Сонечко (сл. В.Міхалевський, муз. Ю. Старчевод)
3. Юрій Старчевод — Маленьке чудо (сл., муз. Ю. Старчевод)
4. Юрій Старчевод — Дорога додому (сл., муз. Ю.Старчевод)
5. Юрій Старчевод та Артур Пісковський — Україна єдина (сл., муз. Ю.Старчевод)
6. Юрій Старчевод та Дарина Степанюк — Ти найкращий (сл., муз. Ю.Старчевод)

Треки 2013 року:
1. Юрій Старчевод — Суперники (сл. В.Симоненко, муз. Ю.Старчевод)
2. Юрій Старчевод — Я люблю тебе, дощ (сл., муз. Ю.Старчевод)
3. Юрій Старчевод — Вона (сл., муз. Ю.Старчевод)
4. Юрій Старчевод — Відчуття (сл., муз. Ю.Старчевод)
5. Юрій Старчевод — Мені подобається (сл., муз. Ю.Старчевод)
6. Юрій Старчевод — Твій День народження (сл., муз. Ю.Старчевод)
7. Юрій Старчевод — Добрий ранок (сл., муз. Ю.Старчевод)
8. Юрій Старчевод — Повернення до України (сл., муз. Ю.Старчевод)
9. Юрій Старчевод — День (муз. Ю.Старчевод)
10. Юрій Старчевод — Сон (муз. Ю.Старчевод)

## Волонтерська діяльність
Перші виступи перед військовими відбувалися на патріотичних заходах, у госпіталях, під час презентацій книги «Воїнам світла», які проходили у різних містах України та під час поїздок до бійців.
У 2015 році з метою підтримки воїнів у зоні АТО (ООС) приєднався до Мистецької подільської сотні, а згодом до ГО "Творча сотня «Рух до перемоги». Крім усього того, що зазвичай волонтери везуть бійцям на передову, важливою складовою діяльності сотні є морально-психологічне забезпечення військових підрозділів, яке досягається завдяки їх підтримці творчістю – піснями, поезією, танцями, гумором і т. д. У складі сотні Юрій взяв участь у декількох десятках концертів перед бійцями та цивільним населенням у зоні АТО (ООС), на військових полігонах, у військових шпиталях.
У 2017 році отримав відзнаку Волонтерської премії Євромайдану SOS, у 2016 та 2017 роках – відзнаки фестивалю “Червона Доріжка Гідності – Воля Громади”.